# Geisenfeld
Geisenfeld é um município da Alemanha, situado no distrito de Pfaffenhofen, no estado da Baviera. Tem 88,33 km² de área, e sua população em 2019 foi estimada em 11.473 habitantes.